# Johann Peter Ruppert
Johann Peter Ruppert (* 7. Juli 1901 in Damm (Lohra); † 5. Dezember 1971) war ein deutscher Psychologe.

## Leben
Nach dem Studium (1925–1930) der Psychologie, Philosophie, Pädagogik und Geologie in Marburg und Göttingen trat er zum 1. Mai 1933 in die NSDAP ein (Mitgliedsnummer 3.215.932). Von 1934 bis 1939 war er leitender Heerespsychologe bei der Prüfungsstelle Stuttgart. Nach der Promotion zum Dr. phil. 1935 war er von 1963 bis 1969 Professor für Pädagogische Psychologie am Deutschen Institut für Internationale Pädagogische Forschung.